# Tour de Vendée 2009
Il Tour de Vendée 2009, trentottesima edizione della corsa, si svolse il 5 ottobre 2009 su un percorso di 206 km. Fu vinta dal russo Pavel Brutt che giunse al traguardo con il tempo di 4h38'40". Era valida come evento dell'UCI Europe Tour 2009 categoria 1.1.
Al traguardo 78 ciclisti portarono a termine il percorso.

## Ordine d'arrivo (Top 10)
| Pos. | Corridore          | Squadra       | Tempo    |
| ---- | ------------------ | ------------- | -------- |
| 1    | Pavel Brutt        | Team Katusha  | 4h38'40" |
| 2    | Matthieu Ladagnous | F. des Jeux   | a 10"    |
| 3    | Thomas Voeckler    | Bouygues Tel. | s.t.     |
| 4    | Florian Vachon     | Roubaix       | s.t.     |
| 5    | Lilian Jégou       | Bretagne      | s.t.     |
| 6    | Nicolas Vogondy    | Agritubel     | s.t.     |
| 7    | Steven Van Vooren  | An Post       | s.t.     |
| 8    | Martin Elmiger     | AG2R La Mon.  | s.t.     |
| 9    | Julien Fouchard    | Côtes d'Armor | s.t.     |
| 10   | Aleksandr Bočarov  | Team Katusha  | s.t.     |